# 菲希特尔山
菲希特爾山（發音：[ˈfɪçtl̩ɡəˌbɪʁɡə] ⓘ），捷克语名为斯姆尔奇尼山（捷克語：Smrčiny），是德國与捷克的山脈，橫貫德國巴伐利亞東北部和捷克卡羅維發利州，位於霍夫和魏登之間，最高點海拔高度1,051米，由花崗岩組成的山體在7.5至8億年前形成。

## 外部連結

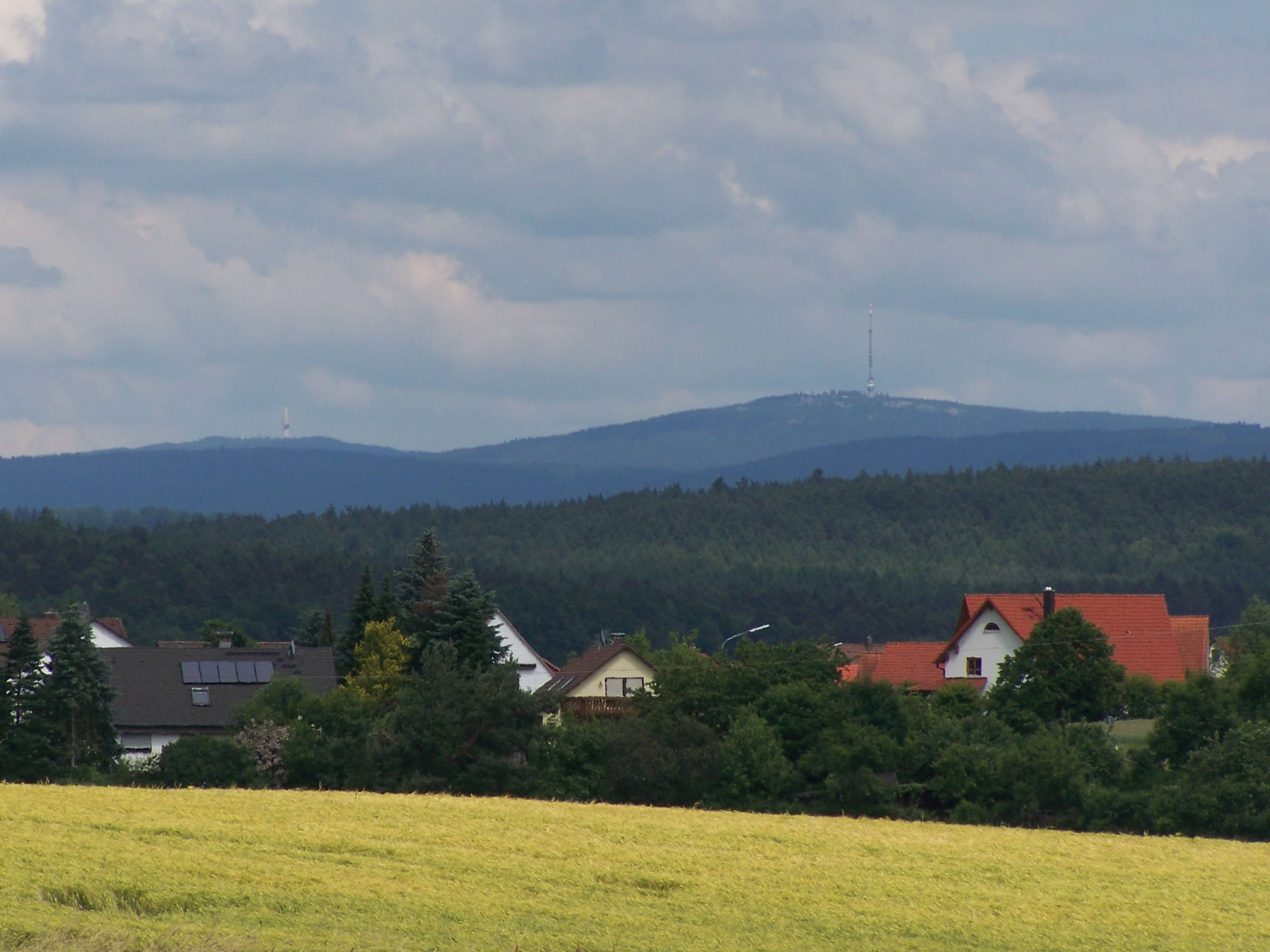

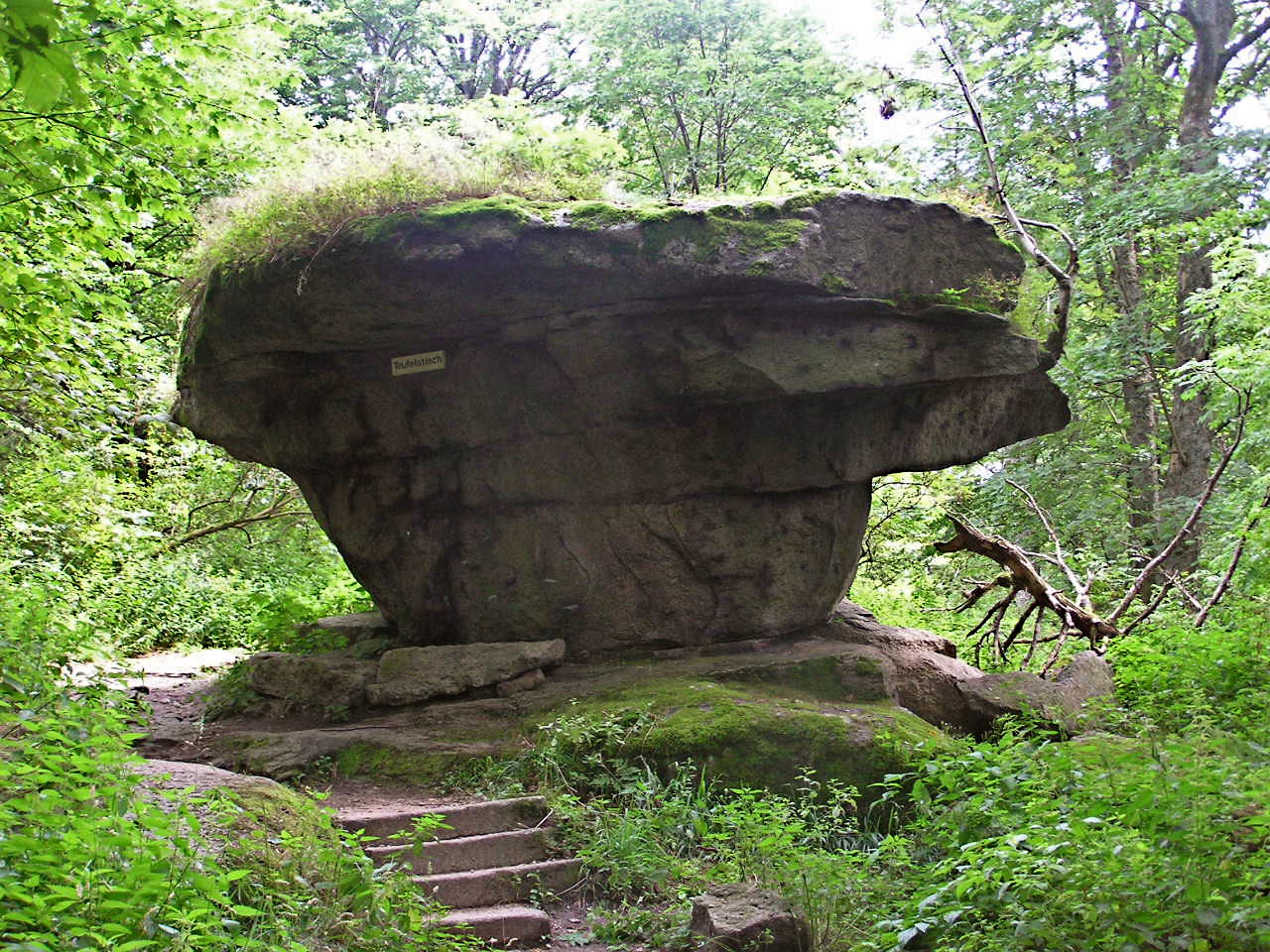

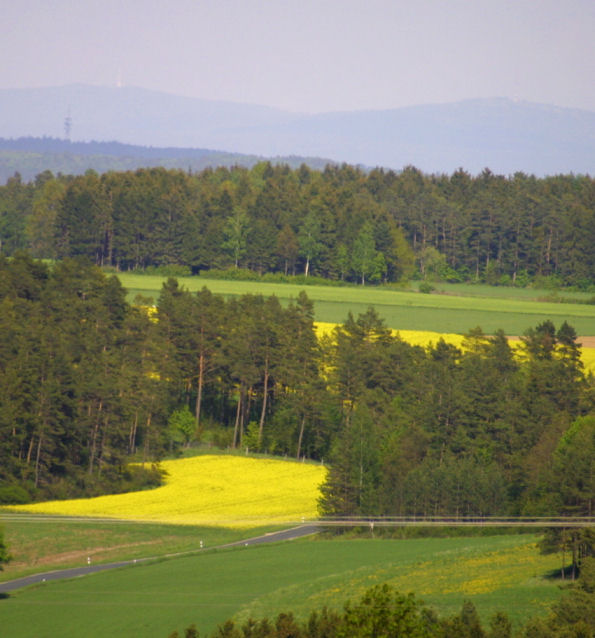

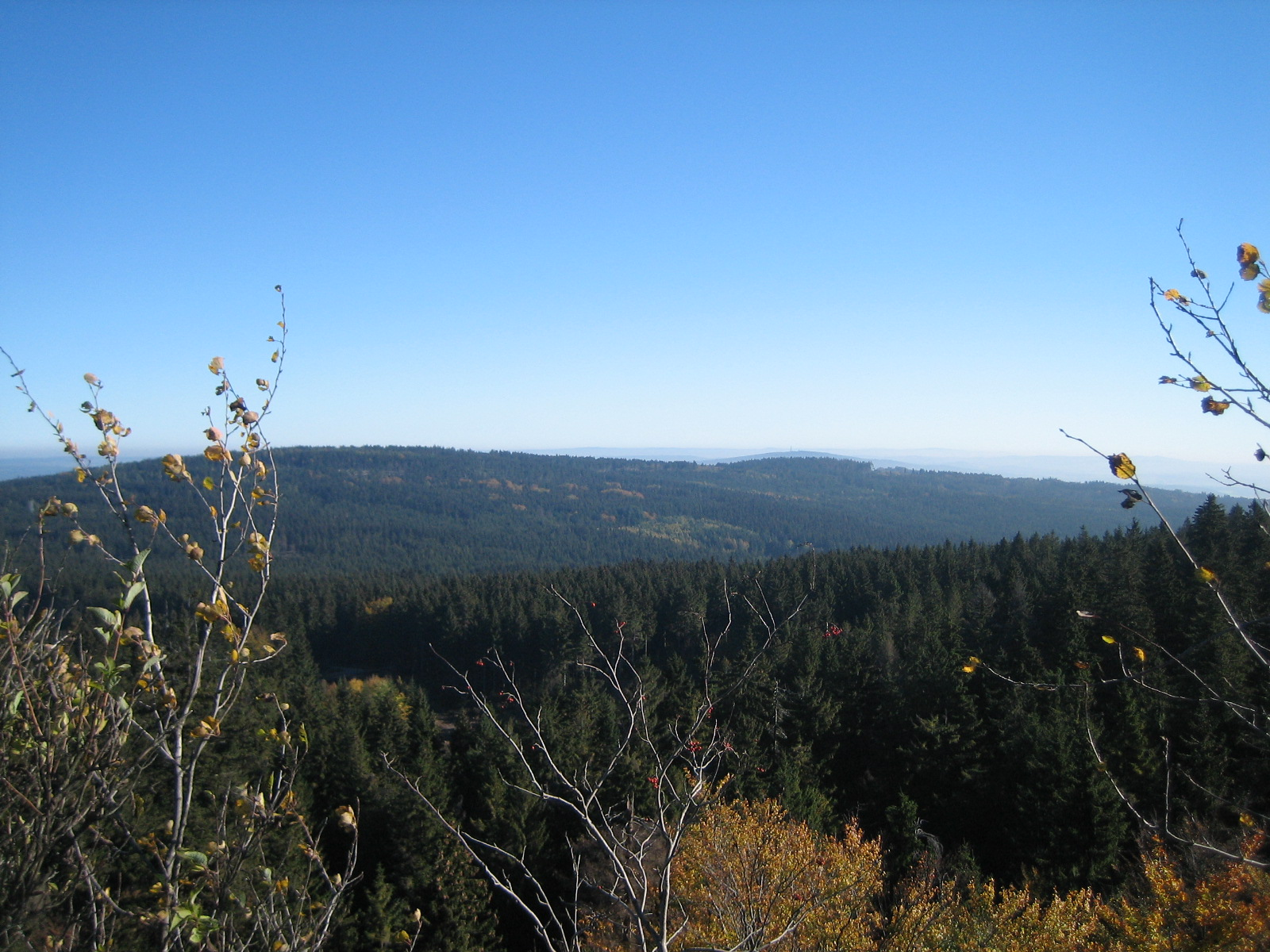

- The Fichtelgebirge, described by a resident of Franconia （英文）
- Official Fichtelgebirge tourist portal （页面存档备份，存于） （德文）
- Fichtelgebirge holiday country （页面存档备份，存于） （德文）
- http://www.fichtelgebirge.net （页面存档备份，存于） （德文）
- Homepage of the 'Fichtelgebirgsverein' （页面存档备份，存于） （德文）
- http://www.fichtelgebirge-oberfranken.de （页面存档备份，存于） （德文）
- www.auf-ins-fichtelgebirge.de - Map, photographs and information about the Fichtelgebirge （页面存档备份，存于） （德文）